# Magyar Értelmiség Forradalmi Tanácsa
A Magyar Értelmiség Forradalmi Tanácsa 1956. november 21-én jött létre Budapesten.

## Története
Egyik előzménye a Magyar Tudományos Akadémián 1956. október 25-e után megalapított nemzeti bizottság volt. Közvetlen elődje a Magyar Értelmiség Forradalmi Bizottsága volt, amely október 28-án alakult a különféle értelmiségi szervezetek tagjaiból. A november 28-án kelt alapító nyilatkozat azt tűzte feladatul a tagszervezetei elé, hogy az egyes főhatóságokkal, gazdasági szervekkel, közigazgatási, kulturális és szociális intézményekkel együttműködve dolgozzák ki az újjáépítés programját. Működését 1956. december 11-én betiltották.

## Az ideiglenes elnökség tagjai

### Elnök
- Kodály Zoltán zeneszerző

### Főtitkár
- Markos György földrajztudós

### Elnökség
- Bessenyei Ferenc színművész
- Déry Tibor író
- Fekete Ferenc agrárközgazdász
- Gillemot László gépészmérnök
- Haraszti Sándor újságíró
- Jánossy Lajos fizikus
- Keresztury Dezső irodalomtudós
- Major Máté építész
- Nagy Miklós
- Nagy Tamás közgazdász
- Nizsalovszky Endre jogász
- Pais Dezső nyelvész

## Az alapító okiratban feltüntetett tagszervezetek
- Agrártudományi Egyetem
- Eötvös Loránd Tudományegyetem
- Építőanyagipari Kutatóintézet
- Építőművészek Szövetsége
- Filmművészeti Szövetség
- Gyógypedagógiai Tanárképző Főiskola
- Magyar Írók Szövetsége
- Jogászszövetség
- Képzőművészek és Iparművészek Szövetsége
- Kertészeti és Szőlészeti Főiskola
- Közgazdaságtudományi Egyetem
- Közgazdaságtudományi Intézet
- Központi Fizikai Kutatóintézet
- Központi Statisztikai Hivatal
- Legfelsőbb Bíróságok Egyesített Forradalmi Bizottsága
- Magyar Irodalomtörténeti Társaság
- Magyar Könyvtárosok Egyesülete
- Magyar Pedagógusok Szabad Szakszervezete
- Magyar Történészek Szövetsége
- Magyar Tudományos Akadémia Forradalmi Tanácsa
- Magyar Tudományos Akadémia Irodalomtörténeti Intézete
- Magyar Tudományos Akadémia Méréstechnikai Intézete
- Magyar Tudományos Akadémia Nyelvtudományi Intézete
- Magyar Tudományos Akadémia Történettudományi Intézete
- Minisztériumok és Országos Főhatóságok Forradalmi Bizottságainak Intézőbizottsága
- Műszaki Egyetem
- Műszaki és Természettudományi Egyesületek Szövetsége
- Művészeti Főiskolák
- Népművészeti Intézet
- Országos Élelmezéstudományi Intézet
- Országos Munkaegészségügyi Intézet
- Országos Múzeumok Forradalmi Bizottsága
- Orvostudományi Egyetem
- Pest megyei Tanács Forradalmi Bizottsága
- Petőfi Kör
- Rádió Forradalmi Bizottsága
- Színművészeti Szövetség
- Természet- és Társadalomtudományi Ismeretterjesztő Társulat
- Tervezőirodák Országos Forradalmi Bizottsága
- Tudományos Munkások Világszövetségének Megyei Bizottsága
- Újságírószövetség
- Ügyvédi Kamara
- Zeneművészek Szövetsége